# Список музеїв Харківської області
Список музеїв, розташованих на території Харківської області.

## Музеї Харкова
| Назва                                                                              | Місцезнаходження                                                      | Короткий опис | Дата заснування                                         | Зображення |
| Відкриті                                                                           | Відкриті                                                              | Відкриті | Відкриті                                                | Відкриті   |
| ---------------------------------------------------------------------------------- | --------------------------------------------------------------------- | --- | ------------------------------------------------------- | ---------- |
| Музей керамічної плитки та сантехніки                                              | проспект Героїв Харкова, 257а                                         | Фонд експонатів налічує понад 1000 експонатів. Основа експонатів — плитка. Більша частина керамічних плиток є від Товариства барона Берґенгейма. Збережені також зразки плитки промислового мистецтва Василя Кричевського. У зберіганні наявна цегла, італійські та іспанські декоративні фризи — ХХ століття, із застосуванням ручної праці. | 2003                                                    |            |
| Харківський літературний музей                                                     | вулиця Багалія, 6                                                     | Музей знайомить з художньою літературою, з історією літератури на Слобожанщині, із сучасною літературною теорією. Виставки та освітні програми Літературного музею показують, як література впливає на життя людей, як вона акумулює у собі культурний досвід різних спільнот. | 20 квітня 1988                                          |            |
| Музей видатних харків'ян ім. К. І. Шульженко                                       | провулок Селищний, 1                                                  | Музей названий на честь співачки Клавдії Шульженко, тут зберігається багато експонатів та реліквії, пов'язані з нею. У музеї проводяться вечори пам'яті та поезії. | 26 травня 1996                                          |            |
| Галерея АВЕК                                                                       | вулиця Сумська, 72 (тимчасово)                                        | Приватна галерея, де проходять заходи, а також регулярні виставки на різну тематику з експонатами з різних частин світу. | 2000 рік                                                |            |
| Тимчасово закриті через повномасштабне вторгнення                                  |                                                                       | |                                                         |            |
| Державний музей природи Харківського національного університету ім. В. Н. Каразіна | вулиця Трінклера, 8                                                   | Природничий музей, один з найстаріших музеїв Європи; входить до складу ХНУ ім. В. Н. Каразіна, є великим науково-просвітницьким та навчальним центром України. | 2 квітня 1807                                           |            |
| Харківський морський музей                                                         | вулиця Жон Мироносиць, 13                                             | Музей присвячений історії суднобудування і мореплавства. Основою експозиції музею стала приватна колекція харків'янина Олександра Якименка, в ній присутні макети кораблів, фото, картини та сувеніри з різних країн. | 3 червня 2009                                           |            |
| Музей археології та етнографії Слобідської України                                 | вулиця Трінклера, 8                                                   | 1919 року археологічний музей виокремився в окрему одиницю від Державного музею природи Харківського національного університету ім. В. Н. Каразіна. В музеї є колекція предметів бронзового віку, скіфської епохи, античного часу, черняхівської та салтівської культур. | 1919                                                    |            |
| Музей жіночої та гендерної історії                                                 | проспект Героїв Харкова, 124-а                                        | Музей збирає та зберігає експонати, що демонструють процес гендерного конструювання та суспільних маніпуляцій гендером. Перший та єдиний в Україні, на пострадянському просторі та у Східній Європі гендерний (жіночий) музей. | березень 2008                                           |            |
| Музей історії та залізничної техніки Південної залізниці                           | Привокзальний майдан, 1, Північний вокзал станції Харків-Пасажирський | Фонди музею нараховують понад 2 тисячі експонатів, 500 з яких представлено в експозиції, а також 36 одиниць залізничної техніки просто неба. У фондах музею зібрані давні та рідкісні експонати, унікальні документи та фотографії, зокрема, ручна тачка та інструменти, за допомогою яких будувалась залізниця через Харків, настінний телефон «Ericsson» у дерев'яному корпусі кінця 19 століття, облігації залізничних товариств, квитки та посвідчення залізничників часів Російської імперії, а також макети рухового складу.                                                               | 1967                                                    |            |
| Музей історії Харківської станції швидкої медичної допомоги                        | вулиця Конторська, 41                                                 | Музей розміщений у будівлі Управління станції швидкої медичної допомоги, побудованій у 1914 році. Старшим лікарем, ще до створення станції, був призначений Микола Олександрович Молохов, який організував роботу станції, обладнав її й був незмінним керівником до самої своєї смерті. В залі центральної диспетчерської М. О. Молохов створив музей, в якому розміщались шафи з анатомічними препаратами, зброєю, отрутами, що застосовували самогубці. Після смерті Молохова в 1956 р. експонати музею зникли. У 2000 р. працівники станції відновили й облаштували музей заново.            | 2000                                                    |            |
| Музей сексуальних культур                                                          | вулиця Мироносицька, 81-а                                             | Перший у своєму роді на пострадянському просторі, та Східній Європі загалом, музей відображує сексуальні культури різних країн світу. Особлива увага приділяється питанням профілактики захворювань, які передаються статевим шляхом, особливо СНІДУ. При музеї працює секс-шоп. | 1999                                                    |            |
| Харківський історичний музей імені М. Ф. Сумцова                                   | вулиця Університетська, 5                                             | Сьогодні у колекції музею налічується понад 300 тис. одиниць збереження, які ілюструють археологічне минуле, період XVII—XX ст. і сучасну історію краю. Музей проводить значну наукову і просвітницьку діяльність і є одним з провідних науково-культурних центрів Східної України. | 21 січня 1920                                           |            |
| Харківський художній музей                                                         | вулиця Жон Мироносиць, 11                                             | Один з найбільших в Україні музеїв образотворчого мистецтва, значне зібрання творів образотворчого і декоративно-ужиткового мистецтва України та західних країн. Міститься в колишньому маєтку промисловця-мільйонера Ігнатищева, побудованому у 1912 році за проєктом академіка архітектури Олексія Бекетова. | 1920                                                    |            |
| Харківський музей Голокосту                                                        | вулиця Ярослава Мудрого, 28                                           | Перший недержавний музей Голокосту в Україні. У музеї зібрано близько 3000 експонатів. У музеї є бібліотека на тему Голокосту. Один з розділів музею присвячений єврейському Опору в роки Другої світової війни (зокрема повстанням в'язнів в Аушвіці та інших таборах). У музеї також приділено увагу проблемі замовчування трагедії єврейського народу в післявоєнні роки. | 1996                                                    |            |
| Музей Харківської школи фотографії                                                 | провулок Яготинський, 17, на території заводу «Манометр».             | Перший музей сучасної української фотографії, заснований у 2018 році. Діяльність інституції спрямована на збереження, вивчення, популяризацію сучасної української фотографії. У колекції музею знаходиться понад 2500 фотографій, більше ніж 40 авторів. | 2018                                                    |            |
| Музей історії Харківського національного університету імені В. Н. Каразіна         | майдан Свободи, 4, Харківський національний університет, 2-й поверх   | У фондах музею міститься близько 20 тисяч одиниць зберігання, 10 тисяч фотонегативів і 16 тисяч електронних фото. Серед експонатів — колекції випускних фотоальбомів кінця XIX — початку XXI ст.; значки та медалі; записи інтерв'ю випускників і співробітників університету; окремі речові експонати, що характеризують університетське життя; 233 особових фонди вчених і вихованців університету: Д. І. Багалія, М. П. Барабашова, О. В. Ветухіва та ін. | 30 грудня 1972                                          |            |
| Харківський музей ляльок                                                           | майдан Конституції, 24                                                | Найстаріший музей ляльок в Україні. У Харківському музеї ляльок представлено історію розвитку театру ляльок, зібрано колекцію ляльок і значків із різних країн світу | 5 жовтня 1954                                           |            |
| Меморіальний музей-квартира родини Гризодубових                                    | вулиця Мироносицька, 54                                               | Музей розташовано у квартирі, де жила сім'я Гризодубових. Тут зібрано експонати, пов'язані з життям Валентини та Степана Гризодубова. | 1970                                                    |            |
| Software and Computer Museum                                                       | вулиця Григорія Сковороди, 79/1                                       | Музей представляє експонати, пов'язані з розвитком комп'ютерних систем та технологій. |                                                         |            |
| Закриті назавжди                                                                   |                                                                       | |                                                         |            |
| Харківський приватний музей міської садиби                                         | вулиця Мироносицька, 43                                               | В музеї проводилися виставки, пов'язані з історією краєзнавства та архітектури Харкова. | 2002                                                    |            |
| Харківський художньо-промисловий музей                                             | Сергіївський майдан, Ново-Сергіївський ряд, верхній поверх            | Перший в Україні й один із перших у Російській імперії міських публічних музеїв. Був заснований 14 (26) грудня 1886 року з ініціативи письменника і громадського діяча Г.Данилевського зусиллями місцевої інтелігенції за сприяння Харківської міської думи, яка виділила закладу приміщення і взяла на себе його часткове фінансування. 1920 року зібрання цього закладу перейшло до складу Музею Слобідської України ім. Г.Сковороди (нині Харківський історичний музей імені М. Ф. Сумцова), та був закритий назавжди. Понад 25 творів живопису зберігаються в Харківському художньому музеї. | Заснований 14 (26) грудня 1886 року. Закритий 1920 року |            |
| Музей церковних старожитностей                                                     | вулиця Мистецтв, 4                                                    | Тут зберігалися старі ікони, книги, іконостасне різьблення, начиння зі старих церков, дерев'яні скульптури тощо. Музей закритий з захопленням міста більшовиками. У роки радянської окупації більшість експонатів втрачено. | 1912—1919                                               |            |
| Харківський обласний антирелігійний музей                                          | вулиця Гоголя, 2                                                      | Заклад радянської антирелігійної пропаганди, заснований у 1930 році в будівлі колишньої лютеранської кірхи. Музей складався з 5 експозиційних залів, у яких було представлено 600 експонатів. У червні 1941 р. Харківський обласний антирелігійний музей припинив існування. | 1939—1941                                               |            |

## Районні краєзнавчі музеї
- Балаклійський районний краєзнавчий музей
- Барвінківський краєзнавчий музей
- Богодухівський краєзнавчий музей
- Валківський краєзнавчий музей
- Великобурлуцький краєзнавчий музей
- Вовчанський історико-краєзнавчий музей
- Дворічанський краєзнавчий музей
- Зачепилівський історико-краєзнавчий музей
- Зміївський краєзнавчий музей
- Золочівський історико-краєзнавчий музей
- Ізюмський краєзнавчий музей
- Краєзнавчий музей Печенізького району
- Краєзнавчий музей смт Слобожанське
- Берестинський краєзнавчий музей імені П. Д. Мартиновича
- Краснопавлівський народний краєзнавчий музей
- Куп'янський краєзнавчий музей
- Лозівський краєзнавчий музей
- Люботинський міський краєзнавчий музей
- Златопільський краєзнавчий музей
- Сахновщинський краєзнавчий музей
- Золочівський історико-краєзнавчий музей
- Шевченківський краєзнавчий музей (смт Шевченкове)

## Меморіальні музеї
| Назва                                                             | Місцезнаходження                                                 | Короткий опис | Дата заснування | Зображення |
| ----------------------------------------------------------------- | ---------------------------------------------------------------- | --- | --------------- | ---------- |
| Історико-меморіальний музей Іллі Рєпіна                           | місто Чугуїв, вул. Музейна, 8                                    | Історико-меморіальний та художній музей Іллі Юхимовича Рєпіна, створений на батьківщині художника у місті Чугуїв, в садибі, де він жив. | 1969 рік        |            |
| Меморіальний будинок-музей Гната Хоткевича                        | селище Високий, вул. Горького, 10                                | Кімната-музей в колишній садибі Гната Мартиновича Хоткевича, українського письменника, мистецтвознавця, історика, етнографа, бандуриста, громадського діяча. | 2005 рік        |            |
| Національний музей воєнної історії Слобожанщини                   | селище Солоницівка, на північ від селища, по дорозі вулиці Надії | Меморіальний комплекс з музеєм Другої світової, Афганської та російсько-української війни, розташований на місці колишнього спостережного пункту на висоті 197,3 метра. В експозиції представлена військова техніка різних часів, зброя, форма тощо. На території розташовано музей, обеліск, пам'ятники та каплиця. | 1975 рік        |            |
| Приколотнянський музей Героя Радянського Союзу К. Ф. Ольшанського | селище Приколотне                                                | Музей, присвячений десантному загону під командуванням Костянтина Федоровича Ольшанського. | 1964 рік        |            |

## Сільські музеї
- Музей бойового братерства в с. Соколове
- Національний літературно-меморіальний музей Г. С. Сковороди
- Історико-археологічний музей-заповідник «Верхній Салтів» імені В. О. Бабенка
- Пархомівський історико-художній музей
- Музей історії села Знам'янка
- Верхно-Бишкинський краєзнавчий музей